# Districte municipal de Prienai
El Districte municipal de Prienai (en lituà: Prienų rajono savivaldybė) és un dels 60 municipis de Lituània, situat dins del comtat de Kaunas. El centre administratiu del municipi és la ciutat Prienai.

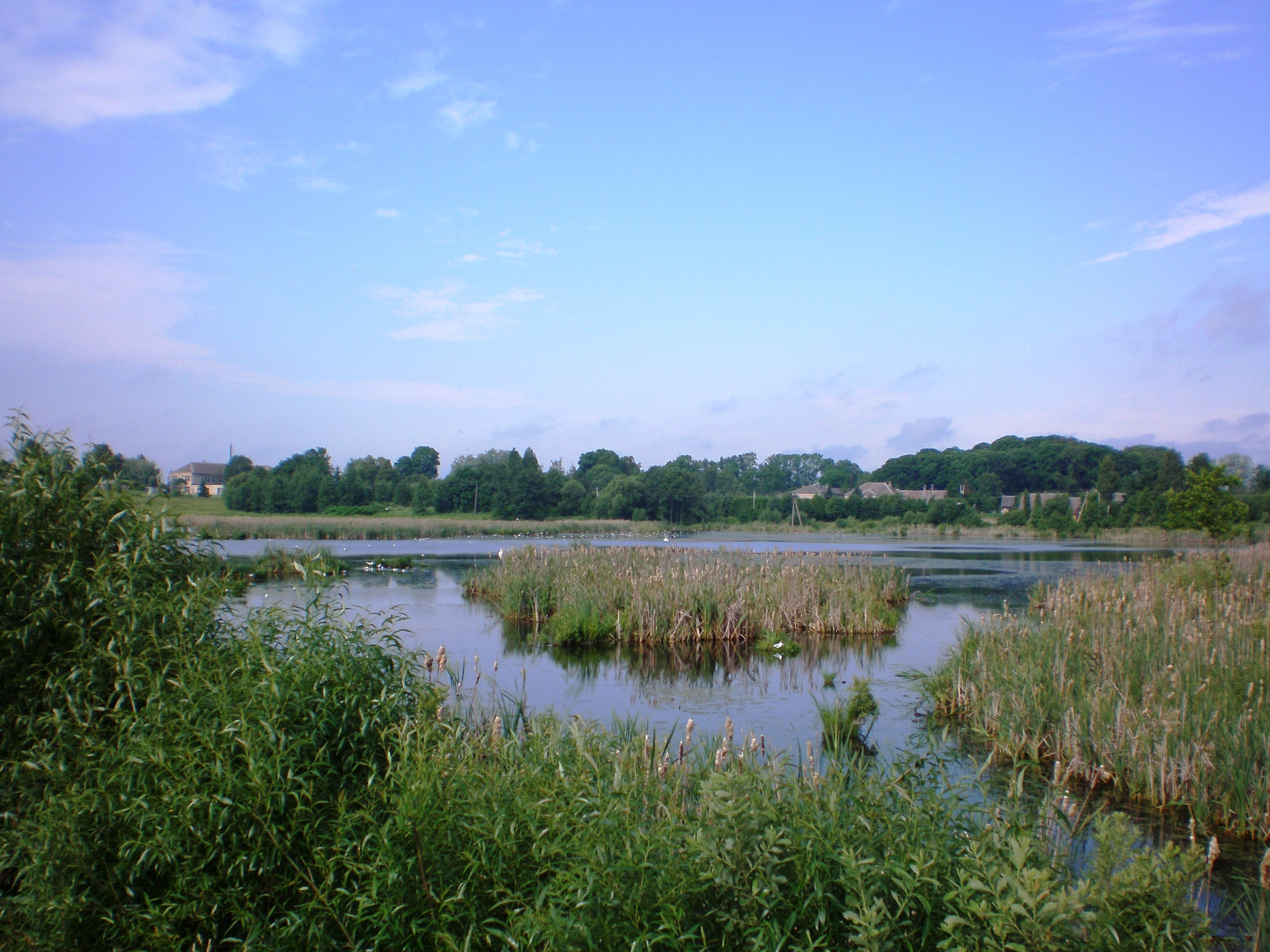
Llac Kašonys del districte municipal de Prienai

## Estructura
- 2 ciutats : Prienai i Jieznas
- 3 pobles : Balbieriškis, Pakuonis i Veiveriai
- 401 viles

## Seniūnijos del districte municipal de Prienai
- Ašmintos seniūnija (Ašminta)

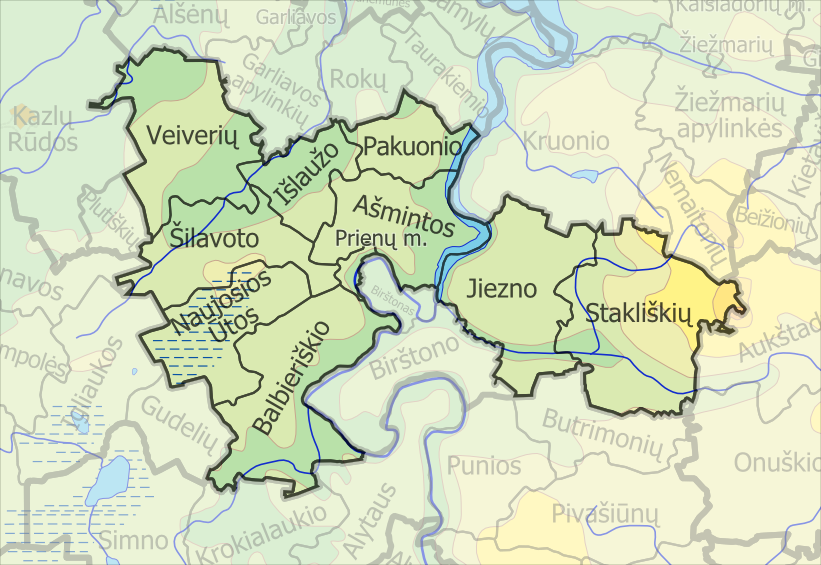
Mapa del districte

- Balbieriškio seniūnija (Balbieriškis)
- Išlaužo seniūnija (Išlaužas)
- Jiezno seniūnija (Jieznas)
- Naujosios Ūtos seniūnija (Naujoji Ūta)
- Pakuonio seniūnija (Pakuonis)
- Prienų seniūnija (Prienai)
- Stakliškių seniūnija (Stakliškės)
- Šilavoto seniūnija (Šilavotas)
- Veiverių seniūnija (Veiveriai)